# Jenia Grebennikov
Jenia Grebennikov (* 13. August 1990 in Rennes) ist ein französischer Volleyballspieler. Er wurde 2021 und 2024 Olympiasieger.

## Karriere
Grebennikov begann seine Karriere 1999 in der Nachwuchsmannschaft von Rennes Volley 35. 2008 kam er in die erste Mannschaft des Vereins. Sein Vater, der gebürtige Russe Boris Grebennikov arbeitete dort als Trainer. 2011 nahm der Libero mit der französischen Nationalmannschaft an der Europameisterschaft teil, bei der die Franzosen im Viertelfinale dem späteren Europameister Serbien unterlagen und den siebten Rang belegten. 2012 gewann Grebennikov mit Rennes den nationalen Pokal. 2013 verließ er seine Heimatstadt und wechselte zum deutschen Bundesligisten VfB Friedrichshafen. Bei der WM in Polen belegte Grebennikov 2014 mit der Nationalmannschaft Platz vier und wurde als „Bester Libero“ ausgezeichnet. 2015 gewann er mit den Häflern den DVV-Pokal und wurde deutscher Meister. Anschließend wechselte er zu Cucine Lube Civitanova. Bei den Olympischen Spielen 2016 in Rio de Janeiro schied Grebennikov mit der Nationalmannschaft nach der Vorrunde aus. Grebennikov gewann 2021 als Teil der Nationalmannschaft die Goldmedaille bei den Olympischen Spielen in Tokio durch einen Endspielsieg gegen Russland. Bei den Olympischen Spielen 2024 in Paris wiederholte er den Erfolg mit dem Gewinn der Goldmedaille.